# Atletismo nos Jogos Pan-Americanos de 2023 - Lançamento de disco feminino
A competição de lançamento de disco feminino do atletismo nos Jogos Pan-Americanos de 2023 foi disputada em 30 de outubro no Parque Deportivo Estadio Nacional, em Santiago, no Chile. No total, competiram 12 atletas de 7 Comitês Olímpicos Nacionais (CON).

## Calendário
Horário local (UTC-4).
| Data          | Horário | Fase  |
| ------------- | ------- | ----- |
| 30 de outubro | 16:30   | Final |

## Medalhistas
| Ouro   | BRA Izabela Rodrigues  |
| Prata  | BRA Andressa de Morais |
| Bronze | JAM Samantha Hall      |

## Recordes
Antes desta competição, os recordes mundiais e dos Jogos Pan-Americanos da prova eram os seguintes:
| Tipo                             | Atleta           | Marca   | Local          | Data                |
| -------------------------------- | ---------------- | ------- | -------------- | ------------------- |
|                                  | Gabriele Reinsch | 76,80 m | Neubrandenburg | 9 de julho de 1988  |
| Recorde dos Jogos Pan-Americanos | Yaime Pérez      | 66,58 m | Lima           | 6 de agosto de 2019 |

## Resultados

### Final
Estes foram os resultados:
| Pos. | Atleta             | Nacionalidade      | #1    | #2    | #3    | #4    | #5    | #6    | Resultado | Notas |
| ---- | ------------------ | ------------------ | ----- | ----- | ----- | ----- | ----- | ----- | --------- | ----- |
| 01 ! | Izabela Rodrigues  | BRA Brasil         | 59.63 | x     | 58.02 | 59.36 | 59.47 | x     | 59.63     |       |
| 02 ! | Andressa de Morais | BRA Brasil         | 56.29 | x     | 53.51 | 59.29 | x     | x     | 59.29     |       |
| 03 ! | Samantha Hall      | JAM Jamaica        | x     | 59.14 | x     | x     | x     | 56.47 | 59.14     |       |
| 4    | Silinda Morales    | CUB Cuba           | 58.28 | x     | x     | 58.73 | 57.39 | x     | 58.73     |       |
| 5    | Melany Matheus     | CUB Cuba           | 58.58 | 56.87 | x     | x     | 57.01 | x     | 58.58     |       |
| 6    | Elena Bruckner     | USA Estados Unidos | 54.85 | 57.61 | x     | 56.26 | 56.21 | x     | 57.61     |       |
| 7    | Ailen Armada       | ARG Argentina      | 53.94 | 55.73 | x     | x     | 53.10 | x     | 55.73     |       |
| 8    | Adrienne Adams     | JAM Jamaica        | 52.15 | 55.55 | x     | x     | x     | 53.50 | 55.55     |       |
| 9    | Karen Gallardo     | CHI Chile          | 54.72 | 53.28 | 55.36 |       |       |       | 55.36     |       |
| 10   | Alma Pollorena     | MEX México         | 47.37 | 50.09 | x     |       |       |       | 50.09     |       |
| 11   | Catalina Bravo     | CHI Chile          | x     | 47.97 | 47.53 |       |       |       | 47.97     |       |
| –    | Veronica Fraley    | USA Estados Unidos | x     | x     | x     |       |       |       | NM        |       |

Legenda
| Recorde mundial                  | Recorde mundial (World record)               |                       | Recorde africano                      | Recorde africano (African) |                                           | Q | Classificado por posição (Qualified) |
| Recorde dos Jogos Pan-Americanos | Recorde pan-americano (Pan-American record)  | Recorde da América    | Recorde da América (Americas)         | q                          | Classificado por melhor tempo (Qualified) |   |                                      |
| Melhor marca do ano              | Melhor marca do ano (World leading)          | Recorde asiático      | Recorde asiático (Asian)              | DNS                        | Não largou (Did not start)                |   |                                      |
| Recorde nacional                 | Recorde nacional (National record)           | Recorde europeu       | Recorde europeu (European)            | DNF                        | Não terminou (Did not finish)             |   |                                      |
| Recorde pessoal                  | Recorde pessoal do atleta (Personal best)    | Recorde da Oceania    | Recorde da Oceania (Oceania)          | DSQ / DQ                   | Desclassificado (Disqualified)            |   |                                      |
| Recorde da temporada             | Recorde da temporada do atleta (Season best) | Recorde sul-americano | Recorde sul-americano (South America) | NM                         | Sem marca (No mark)                       |   |                                      |